# Xen (Rapper)
Xen (Eigenschreibweise XEN, * 3. April 1990 in Zürich; bürgerlicher Name Shkelzen Kastrati) ist ein Schweizer Mundartrapper aus Dietikon.

## Biografie
Xen hat albanische Wurzeln. Neben US-Rappern nahm er sich auch deutsche Rapper wie Kool Savas zum Vorbild. Sein erstes Album Ich gäge mich erschien nach dreijähriger Arbeit 2015 auf der Schweizer Musikplattform iGroove, die das Bezahlen per SMS ermöglicht. Das Album stieg auf Platz 4 der Schweizer Hitparade ein. Zusammen mit dem ebenfalls albanischstämmigen Rapper Eaz veröffentlichte Xen 2015 die Single Kei Zit, die Platz 2 der Charts erreichte.
Xen ist verheiratet und hat 3 Söhne.

## Diskografie

### Alben
| Jahr | Titel           | Höchstplatzierung, Gesamtwochen, AuszeichnungChartsChartplatzierungen (Jahr, Titel, Platzierungen, Wochen, Auszeichnungen, Anmerkungen) | Anmerkungen |
| Jahr | Titel           | CH | Anmerkungen |
| ---- | --------------- | --- | ----------- |
| 2015 | Ich gäge mich   | CH4 (13 Wo.)CH |             |
| 2017 | Dämone          | CH2 (1 Wo.)CH | Mixtape     |
| 2019 | Lieblingsrapper | CH4 (1 Wo.)CH |             |
| 2021 | Xen             | CH2 (5 Wo.)CH |             |
| 2022 | Thron           | CH2 (4 Wo.)CH | mit Eaz     |

### Kompilationen
| Jahr | Titel          | Höchstplatzierung, Gesamtwochen, AuszeichnungChartsChartplatzierungen (Jahr, Titel, Platzierungen, Wochen, Auszeichnungen, Anmerkungen) | Anmerkungen    |
| Jahr | Titel          | CH | Anmerkungen    |
| ---- | -------------- | --- | -------------- |
| 2017 | Physical Shock | CH3 (7 Wo.)CH | mit Eaz & Liba |

### Singles
| Jahr | Titel Album               | Höchstplatzierung, Gesamtwochen, AuszeichnungChartsChartplatzierungen (Jahr, Titel, Album, Platzierungen, Wochen, Auszeichnungen, Anmerkungen) | Anmerkungen          |
| Jahr | Titel Album               | CH | Anmerkungen          |
| ---- | ------------------------- | --- | -------------------- |
| 2015 | Kei Zit –                 | CH2 (2 Wo.)CH | mit Eaz              |
| 2017 | Cash mit de Gang Dämone   | CH56 (2 Wo.)CH |                      |
| 2017 | OG Kush Dämone            | CH70 (1 Wo.)CH |                      |
| 2017 | Down mit de Clique Dämone | CH85 (1 Wo.)CH | feat. Eaz & Liba     |
| 2018 | Nasty Girl –              | CH40 (1 Wo.)CH | mit Eaz & Ledri Vula |
| 2019 | Meh welle Lieblingsrapper | CH71 Gold · (1 Wo.)CH |                      |
| 2019 | Lieblingsrapper           | CH87 (1 Wo.)CH |                      |
| 2020 | Hit ’Em Up –              | CH17 (4 Wo.)CH | mit Eaz              |
| 2022 | Kipp min Gin –            | CH45 (1 Wo.)CH | mit Eaz              |
| 2022 | Motivé –                  | CH1 (13 Wo.)CH | mit Eaz              |
| 2022 | 1 z’viel –                | CH34 (2 Wo.)CH | mit Eaz              |

### Gastbeiträge
| Jahr | Titel Album | Höchstplatzierung, Gesamtwochen, AuszeichnungChartsChartplatzierungen (Jahr, Titel, Album, Platzierungen, Wochen, Auszeichnungen, Anmerkungen) | Anmerkungen         |
| Jahr | Titel Album | CH | Anmerkungen         |
| ---- | ----------- | --- | ------------------- |
| 2019 | Kei VIP –   | CH88 (1 Wo.)CH | Mimiks feat. Xen    |
| 2019 | On/Off –    | CH86 (1 Wo.)CH | ddp feat. Eaz & Xen |

## Auszeichnungen und Nominierungen

### Auszeichnungen
- 2017: LYRICS Awards – Kategorie: "Best Song" (für Alé) [mit Eaz][5]
- 2017: LYRICS Awards – Kategorie: "Best Release" (für Physical Shock) [mit Eaz, Liba][6]

### Nominierungen
- 2023: Swiss Music Awards – Kategorie: "Best Hit" (für Motivé)[7]